# Anthurium aduncum
Anthurium aduncum är en kallaväxtart som beskrevs av Heinrich Wilhelm Schott. Anthurium aduncum ingår i släktet Anthurium och familjen kallaväxter. Inga underarter finns listade.